# Irving Berlin
Irving Berlin (Russisch: Ирвинг Берлин) (Tjoemen, 11 mei 1888 – New York, 22 september 1989) was een Amerikaans componist en liedjesschrijver van Joods-Russische afkomst.

## Biografie
Berlin werd geboren als Israel Isidore Beilin (Russisch: Израиль Исидор Бейлин) in Siberië. Hij emigreerde met de rest van zijn familie met de Red Star Line naar de Verenigde Staten in 1893. Na het overlijden van zijn vader in 1896 werd hij gedwongen te werken om te overleven. Hij had verschillende baantjes op straat, waaronder het verkopen van kranten en muziek spelen. De harde realiteit van werken of verhongeren zou een blijvend effect hebben op de manier waarop Berlin geld behandelde. In 1911 lanceerde het lied "Alexander's Ragtime Band" een muzikale carrière die meer dan 1000 liedjes zou opleveren, waaronder menig hit uit een Broadway-musical.
Irving Berlins eerste liedje waarvoor hij in de boeken staat was Marie from Sunny Italy in 1907, het jaar ook waarin hij zijn naam veranderde. Hij kreeg er 37 cent voor. In 1919 schreef hij het nummer I've Got My Captain Working for Me Now, het nummer is door verschillende artiesten opgenomen, onder meer door Al Jolson en Billy Murray. Bing Crosby zong het lied in de film Blue Skies uit 1946. 
Hij schreef ook muziek voor veel Hollywoodfilms waaronder Top Hat (1935) alsook liedjes zoals White Christmas uit de film Holiday Inn (1942). Zijn bekendste Broadwaystuk is waarschijnlijk Annie Get Your Gun (1946), geïnspireerd op de Wild West-show van Buffalo Bill. Hij stopte met schrijven nadat Mr President (1962) onsuccesvol was.
Hoewel hij een succesvolle muzikale carrière had, leerde Berlin nooit de piano te bespelen zoals gebruikelijk; hij speelde in één toonsoort gebruikmakend van voornamelijk de zwarte toetsen. Ook leerde hij nooit muziek goed te lezen of schrijven; zijn stukken werden door een assistent opgeschreven. In 1917 leverde hij als dienstplichtig soldaat zijn bijdrage aan het oorlogsfront in de vorm van de revueshow "Yip Yip yaphank", waarvan de opbrengsten naar de krijgsmacht gingen. In 1942 deed hij hetzelfde met "This is the army", mr. Jones, dat in 1943 werd verfilmd met Ronald Reagan. Berlin reisde zelf met de voorstelling langs alle fronten, tot aan oktober 1945 op Hawaii.

## Privéleven
Irving Berlin trouwde in 1926 in het geheim met de katholieke miljonairsdochter en schrijver Ellin Mackay (1903-1988), die daarmee het verbod van haar vader trotseerde. Voor de godsdienstige opvoeding van hun kinderen vonden ze een bijzondere oplossing: de orthodox-joodse vader en de rooms-katholieke moeder voedden hun kinderen op in het protestantisme.
Na een huwelijk van 62 jaar overleed Ellin Mackay in 1988. Sindsdien zonderde Berlin zich af, en verscheen zelfs niet op het feestje dat voor zijn honderdste verjaardag werd georganiseerd. Hij overleed in New York op 101-jarige leeftijd, en ligt begraven op het Woodlawn Cemetery in The Bronx, New York.

## Naleven
In 2000 was er in Nederland de wereldpremière van 'There's No Business Like Show Business' in de theaters met Jon van Eerd in de rol van Irving Berlin. Deze musical is ook op cd uitgebracht.
Op 27 mei 2016 opende Red Star Line Museum een gastexpositie op Ellis Island, waarbij een van zijn nakomelingen getuigde dat ze van plan is om een documentaire uit te brengen. Die film zal betrekking hebben op de levensloop van de Russische immigrant.

## Trivia
- In de film Star Trek: Nemesis zingt Data op het huwelijksfeest van Riker en Troi uit het werk van Irving Berlin. Daar Worf met een kater zit, kan hij dit niet erg waarderen.
- Berlin riep ooit op om de versie die Elvis Presley had gemaakt van White Christmas te boycotten.